# Château d'Orfeuillette

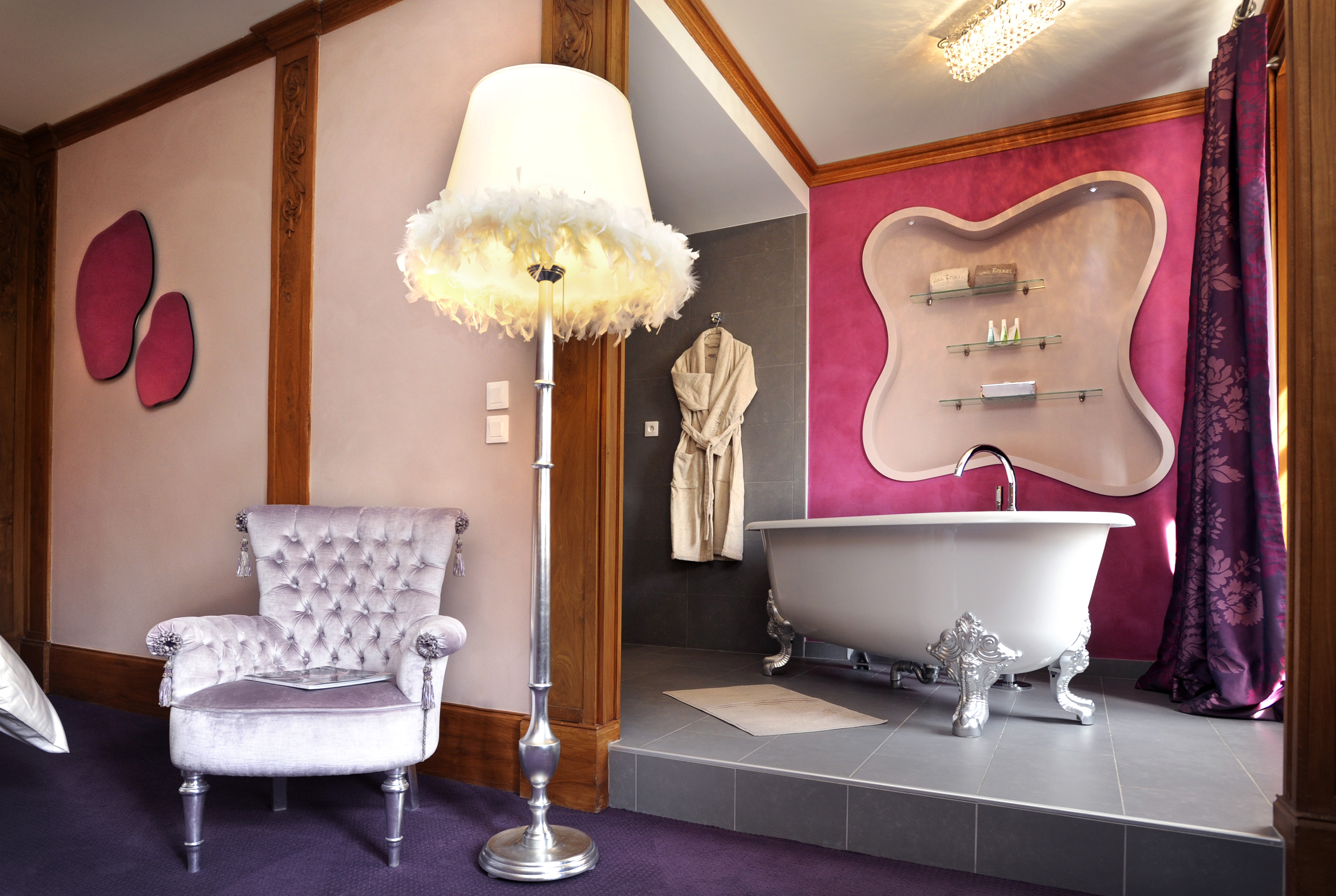

Le château d'Orfeuillette est un château néo-Renaissance du XIXe siècle situé sur la commune d'Albaret-Sainte-Marie, département de la Lozère. Il a été construit par Théophile Roussel, qui y a d'ailleurs fini ses jours en 1903. Il s'agit, depuis, d'un hôtel de luxe situé dans un parc de douze hectares dans la région naturelle de la Margeride.

## Situation
Le château est situé à La Garde sur la commune d'Albaret-Sainte-Marie, non loin de Saint-Chély-d'Apcher. Il est à une heure de Clermont-Ferrand, deux heures de Montpellier, deux heures 30 minutes de Saint-Étienne et trois heures de Lyon. Il est accessible par la sortie N° 32 de l'autoroute A75. On y accède facilement par la route départementale 4 voisine immédiate de l'aire de repos de La Garde sur l'autoroute A75 "la Méridienne" (direction Clermont-Ferrand).

## Histoire

### AuXIXesiècle
Au milieu du XIXe siècle, le docteur en médecine Théophile Roussel, également député et sénateur de la Lozère, rachète la bâtisse, qui n'était alors qu'un banal relais de chasse. En l'espace de quelques années, il transforme cette propriété en un magnifique château. Les travaux ont duré plus de quinze ans et se sont achevés en 1875.
Dès lors, Théophile Roussel y élit domicile, et y restera jusqu'à la fin de sa vie, en 1903. Sur son testament, le médecin déclare léguer son château à sa petite-fille, tant admiratif qu'il était devant le vœu de sa petite-fille de devenir religieuse, et tant les liens qu'il entretenait avec elle étaient forts. Par charité, la petite-fille de Théophile Roussel le légua à son tour à son couvent.

### AuXXesiècle
C'est ainsi que durant une grande partie du XXe siècle, le château devint un endroit de recueillement, de pèlerinage pour les sœurs de la France entière. C'est durant cette période que le château deviendra petit à petit un hôtel capable d'accueillir une vingtaine de personnes. Aux alentours des années 1980, le conseil général de la Lozère décide de racheter l'ensemble du château, et de mettre à la vente un fonds de commerce basé, entre autres, sur la situation géographique et sur le potentiel touristique de la demeure.

### AuXXIesiècle
En 2009, les associés Brunel rachètent le fonds de commerce de l’hôtel-restaurant du château d’Orfeuillette qui avait appartenu pendant une dizaine d'années au lycée hôtelier Sacré-Cœur pour y former ses élèves. Après des travaux de rénovation la réouverture complète du château a lieu en juillet 2010. La qualité des 18 chambres du château d’Orfeuillette (dont 7 dans l'annexe « L'Orangerie ») permettent à l'hôtel d'être classé 4 étoiles.
Une partie des anciennes dépendances du château accueille une antenne de l'Institut des sciences de l'entreprise et du management (ISEM) de l'Université Montpellier 1 (formation en management, hôtellerie et tourisme).

### Sources et références
1. ↑  Jean Bernard, « Le château d'Orfeuillette change de propriétaire », sur L'Hôtellerie Restauration, 18 août 2009 (consulté le 24 mai 2011).